# Lago Puruvesi
El lago Puruvesi (en finés: Puruvesi) es un lago de Finlandia localizado en el este del país. El lago está situado en los municipios de Kerimäki, Kesälahti y Punkaharju de las regiones de Karelia  del Norte y  Savonia del Sur. Forma parte del sistema de lago Saimaa y limita con el subsistema del lago Pihlajavesi, al sur. Como otros lagos del sistema del Saimaa, cuenta con 720 islas y consta de numerosas zonas lacustres abiertas, siendo las mayores Hummonselkä, Pajuselkä, Sammalselkä, Mustanselkä y Ruosteselkä.
El lago es conocido por sus aguas puras y tiene una visibilidad bajo el agua única para un lago finlandés, que fácilmente se extiende hasta los 10,6 m desde la superficie en días tranquilos y soleados.
Recientemente, la foca anillada de Saimaa (Phoca hispida saimensis), una rara especie de foca de agua dulce, ha vuelto al lago Puruvesi. Se han producido avistamientos con frecuencia en 2006, 2007 y 2008. Al menos una foca fue vista también en el invierno de 2009, después de haber invernado y dado a luz en la parte oriental del Puruvesi.